# Монро (Мичиген)
Монро (енгл. Monroe) град је у америчкој савезној држави Мичиген. По попису становништва из 2010. у њему је живело 20.733 становника.

## Демографија
Према попису становништва из 2010. у граду је живело 20.733 становника, што је 1.343 (6,1%) становника мање него 2000. године.
| Група             | 2000.          | 2010.          |
| Белци             | 19.748 (89,5%) | 17.855 (86,1%) |
| Афроамериканци    | 1.120 (5,1%)   | 1.293 (6,2%)   |
| Азијати           | 186 (0,8%)     | 142 (0,7%)     |
| Хиспаноамериканци | 610 (2,8%)     | 860 (4,1%)     |
| Укупно            | 22.076         | 20.733         |